# کوکوی نوک‌کانالی
کوکوی نوک‌کانالی (نام علمی: Scythrops novaehollandiae) یک گونه کوکو از تیرهٔ کوکویان (Cuculidae) و در سردهٔ Scythrops تک‌نماد است. این گونه بزرگ‌ترین انگل زادآوری در جهان و بزرگ‌ترین کوکو است.
در استرالیا، گینه نو و اندونزی یافت می‌شود. افزون بر این، در کالدونیای جدید و نیوزلند سرگردان است. این گونه در بخشی از محدوده خود مهاجر است. سه زیرگونه وجود دارد، یکی مهاجر و دو گونه دیگر ساکن. این گونه به عنوان کمترین نگرانی توسط IUCN فهرست شده است.

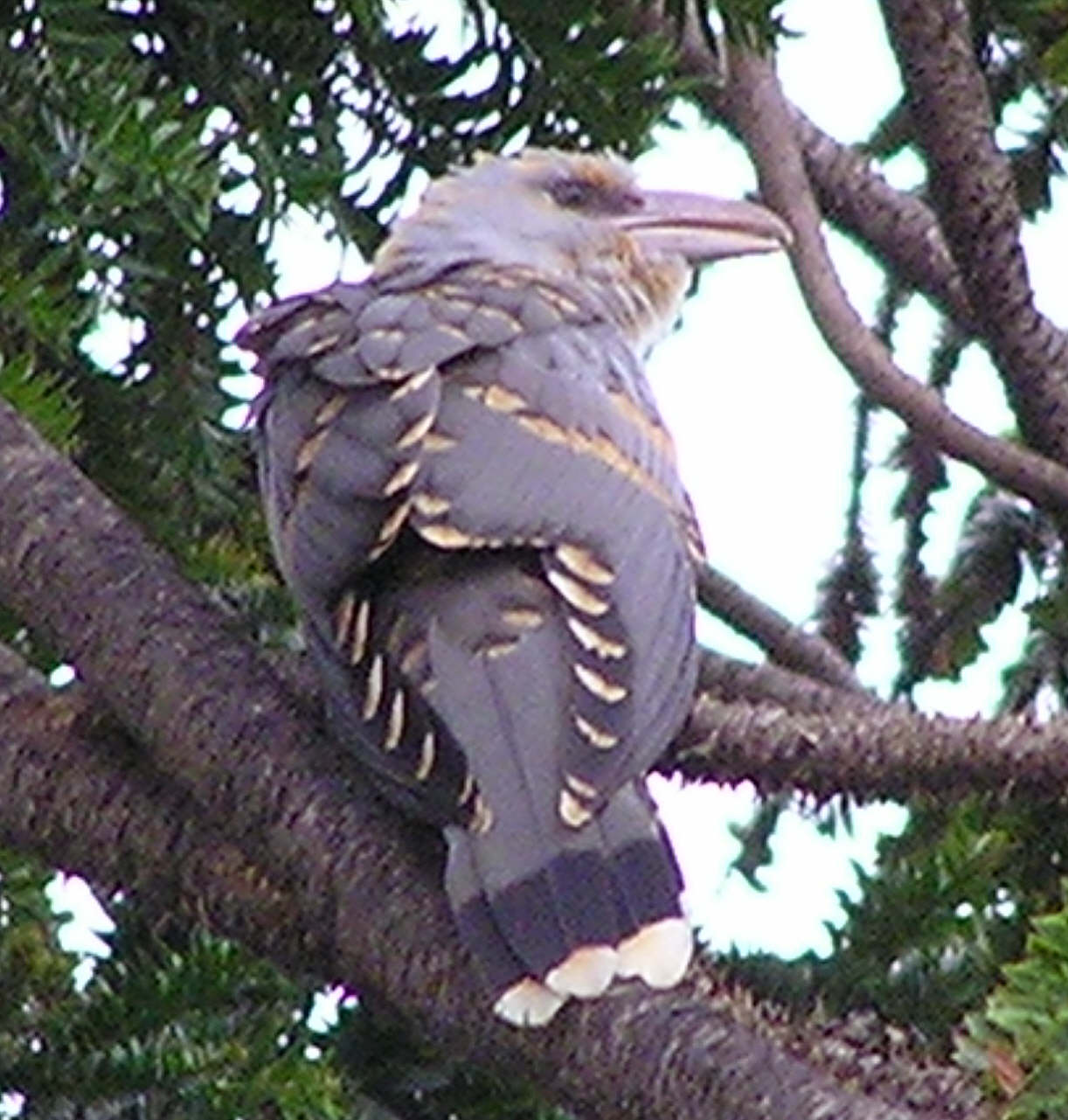
نوجوانی که نوک پرهای رنگ‌پریده روی بال‌ها را نشان می‌دهد. در بزرگسالان نوک پرها تیره است.

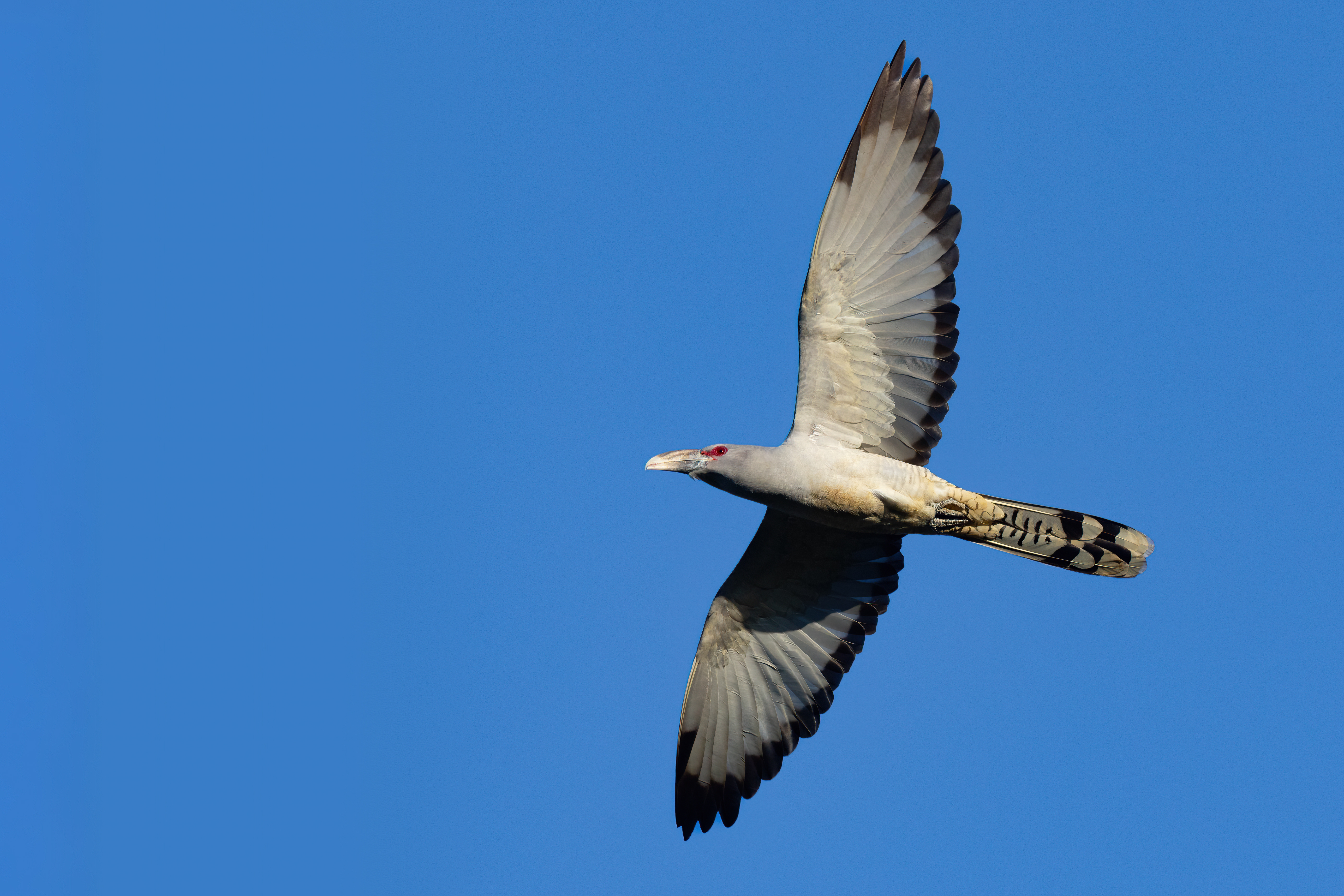
سیاهه متمایز صلیبی شکل کوکوی نوک‌کانالی در حال پرواز